# Sonnet Mondal

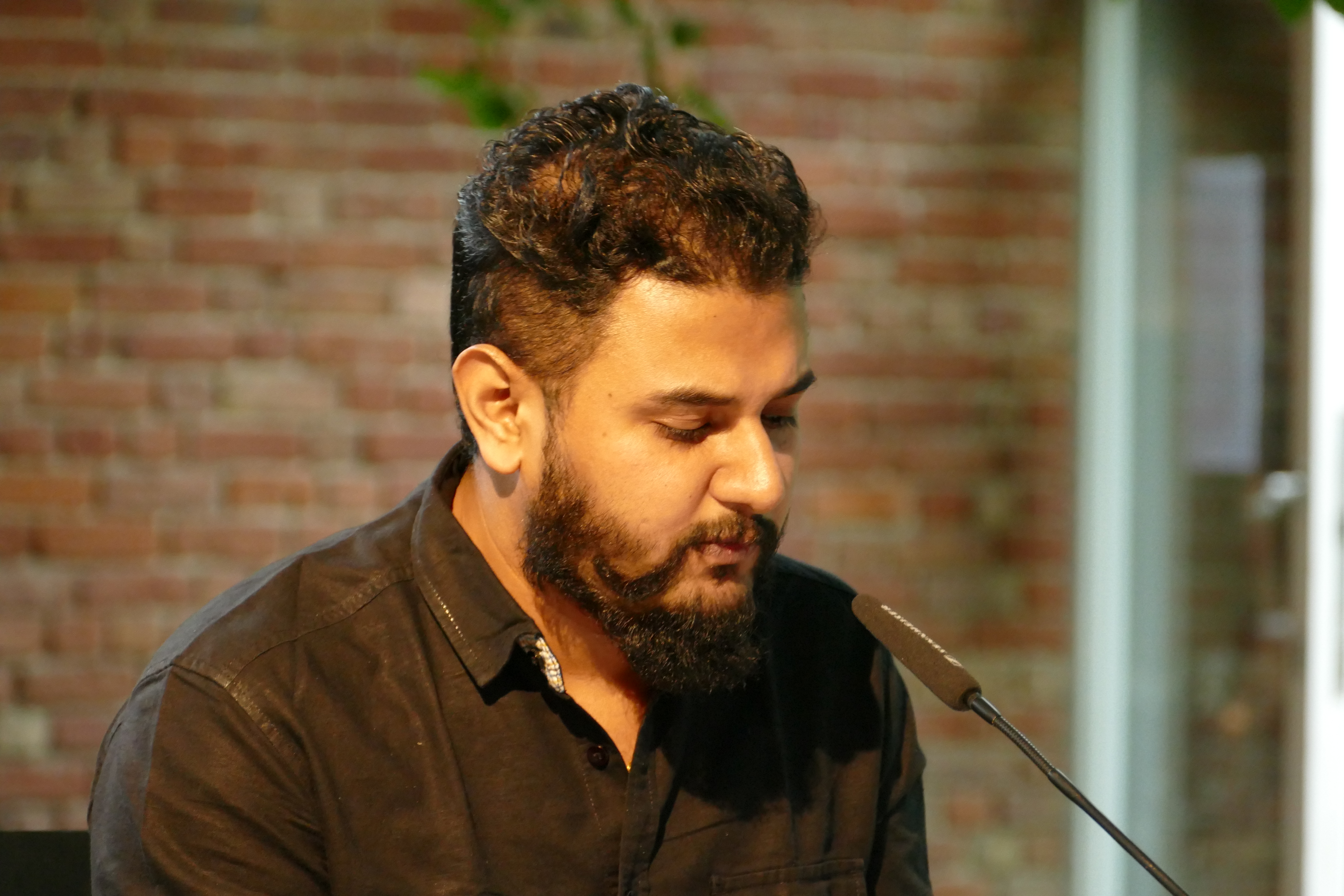
Sonnet Mondal auf dem Poesiefestival Berlin 2018

Sonnet Mondal (geb. 30. Dezember 1990 in Kolkata) ist ein indischer Autor, der vor allem für seine Lyrik bekannt ist und auch als Herausgeber tätig ist. Sonnet Mondal schreibt auf Englisch, seine Texte wurden jedoch in mehr als 10 Sprachen übersetzt. Internationale Bekanntheit erlangte Sonnet Mondal auch durch seine Teilnahme an zahlreichen Literaturfestivals und Beiträge in Zeitschriften, wie dem Kyoto Journal, dem Irish Examiner oder World Literature Today.

## Leben und Werk
Sonnet Mondal wurde in Kolkata geboren, wo er auch aufwuchs. Er hat einen Abschluss im Ingenieurswesen, übte diese Tätigkeit aber nicht aus. Der Lyriker ist Gründer und Herausgeber der Literaturzeitschrift Enchanting Verses Literary Review, der einzigen indische Literaturzeitschrift für Lyrik, die ohne Regierungszuschüsse oder Werbung entsteht. Darüber hinaus ist er einer der internationalen Kuratoren des Lyrikline Netzwerkes des Hauses für Poesie in Berlin, sowie Kurator für die niederländische Stiftung für Literatur. Er schreibt auch für die internationale Literaturzeitschrift Words Without Borders und veröffentlicht Gedichte im Verlag Sangam House, wo er auch herausgeberisch tätig ist. Sonnet Mondal war von 2014 bis 2016 einer der Autoren des Silk Route projects der University of Iowa und wurde 2018 im Rahmen des dortigen Programms für kreatives Schreiben als Writer in Residence an das Sierra Nevada College eingeladen. Außerdem ist er einer der Direktoren des Odisha Art and Literature Festivals.

## Rezeption
Sonnet Mondal wurde 2010 vom Magazin India Today als einer der Famous Five of Bengali Youths gefeaturet und stand 2014 auf der Long List der Celebrity 100 des Forbes Magazins. Im März 2015 wurde er von der Webseite The CultureTrip als einer der Top-fünf-Akteure indischer Lyrik in englischer Sprache genannt.

## Veröffentlichungen (Auswahl)
- Ink and line. Gedichte 2014. ISBN 978-8-172738-06-8
- Easterlies. Gedichte 2011. ISBN 978-8-182532-45-8
- Penumbra of Indian Verses. Gedichte 2010. ISBN 978-8-182531-83-3
- Twenty one lines fusion sonnets of 21st century, Sparrow Publishings, Kolkata 2010

## Auszeichnungen
- 2016 Gayatri Gamarsh literary award[8]